# Hans Berendes
Hans Berendes (* 10. September 1897 in Potsdam; † nach 1938) war ein deutscher Lehrer, nationalsozialistischer  Sportfunktionär und Herausgeber. In seiner Eigenschaft als Turn- und Sportlehrer wurde er in den 1930er Jahren als „Typ des nationalsozialistischen Erziehers“ bezeichnet.

## Leben
Hans Berendes war von Beruf Turn- und Sportlehrer in Berlin und wurde Leiter des deutschen Sportlehrerverbandes. Er trat zum 1. Dezember 1931 der NSDAP bei (Mitgliedsnummer 829.762). Von 1933 bis Januar 1939 war er Reichsreferent für Leibeserziehung im Nationalsozialistischen Lehrerbund (NSLB).
Als Beauftragter des NS-Lehrerbundes ernannte er im Jahre 1933 Gustav Schäfer zum Führer (Vorsitzenden) des neugegründeten Reichsverbandes Deutscher Turn-, Sport- und Gymnastiklehrer e.V. im NS-Lehrerbund, der damit für die Verwaltung und Organisation aller im freien Berufe tätigen Turn-, Sport- und Gymnastiklehrer zuständig war. Seit 1933 war er im Reichsführerring des deutschen Sports.
1933 war er auch Herausgeber des Mitteilungsblattes der Abteilung für körperliche Erziehung im Nationalsozialistischen Lehrerbund mit dem Titel Deutsches Turnen.
Er war wohnhaft in Berlin N 65, Liesenstraße 6.

## Schriften
- Leibesübungen und Leibeserzieher an der nationalsozialistischen Schule. In: Deutsches Turnen, 1935, Heft 3.
- Die körperliche Erziehung in der neuen Schule. In: Die Deutsche Höhere Schule, 1935, Heft 13.
- Politische Leibeserziehung. In: Nationalsozialistisches Bildungswesen. Einzige erziehungswissenschaftliche Zeitschrift der Bewegung, herausgegeben von der Reichsleitung der NSDAP, Hauptamt für Erzieher, gegründet von Fritz Wächtler, 1. Jahrgang, Heft 3, Dezember, Deutscher Volksverlag, München 1936, S. 150–160.
- Die neue Leibeserziehung in Jugendschulen. In: Politische Leibeserziehung, Heft 5, S. 3f.
- Die Richtlinien für Leibeserziehung in Jugendschulen. Vortrag des Reichsreferenten Pg. Hans Behrendes. In: Politische Leibeserziehung, 1937, Heft 12, S. 1f.